# Posta-Johans väg
Posta-Johans väg är en bebyggelse nordost om Hjälm i Kungsbacka kommun. Vid avgränsningen 2020 klassades bebyggelsen som en småort.